# Cornelius XFG-1
Cornelius XFG-1 là một mẫu tàu lượn chở nhiên liệu quân sự của Hoa Kỳ. Chỉ có 2 chiếc được chế tạo và sau đó việc phát triển dừng vào năm 1945.

## Tính năng kỹ chiến thuật (XFG-1)
Dữ liệu lấy từ Fahey 1946, tr. 37
Đặc điểm tổng quát
- Kíp lái: 1
- Chiều dài: 29 ft 3 in (8.92 m)
- Sải cánh: 54 ft 0 in (16.46 m)

Hiệu suất bay